# Alpklockmossa
Alpklockmossa (Encalypta microstoma) är en bladmossart som beskrevs av Francesco Balsamo och De Notaris 1838. Alpklockmossa ingår i släktet klockmossor, och familjen Encalyptaceae. Arten har ej påträffats i Sverige. Inga underarter finns listade i Catalogue of Life.